# Mallada nepalicus
Mallada nepalicus is een insect uit de familie van de gaasvliegen (Chrysopidae), die tot de orde netvleugeligen (Neuroptera) behoort. 
Mallada nepalicus is voor het eerst wetenschappelijk beschreven door Hölzel in 1973.